# 思明州 (唐朝)
思明州是唐朝嶺南道邕州都督府所屬的一個蠻州，領縣一：顯川縣。其轄地在今廣西省、越南邊境一帶地方，是唐代招撫當地土著所設置的州縣，一般由其頭人任州官。